# 마르타 동맹

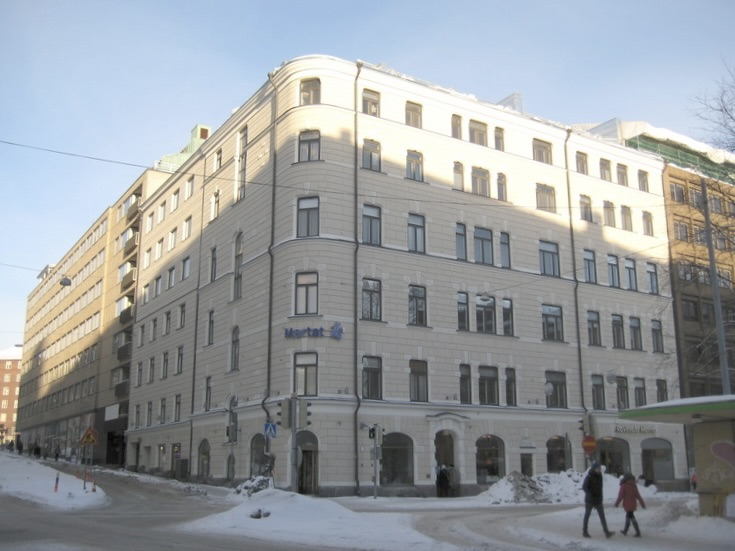
마르타 동맹 회관이 소재한 헬싱키 라핀라흐티가 3번지.

마르타 동맹(핀란드어: Marttaliitto 마릇타리토[*], 스웨덴어: Martharörelsen)은 핀란드의 비정부기구 단체다. 1899년 3월 29일 루키나 하그만 등이 설립했다. 조직의 목적은 “가정경제에 자문을 제공하여 가정과 가족의 복지를 증진하고, 지역사회에 영향을 미칠 수 있는 다양한 활동과 가능성을 맹원들에게 제공하는” 것이다. “마르타”란 성경에 나오는 그 마르타를 의미한다.
헬싱키에 소재한 본부, 14개 지부, 각 지부 산하의 지회 및 구락부들의 3단계로 조직을 이루고 있다. 원래 여성단체로서 발족되었으나 현재는 남성도 맹원으로 받아주고 있다. 여맹원을 마르타(Martta), 남맹원을 마르티(Martti)라고 한다.